# Squadra Calcio FEDIT
La Squadra Calcio FEDIT è stata una società calcistica romana, attiva alla fine degli anni cinquanta.

## Storia
La FEDIT nacque nell'estate del 1957 allorquando l'azienda Chinotto Neri, che per anni aveva associato la sua immagine a quella della Società Sportiva Chinotto Neri tanto da darle il proprio nome, ritenne che la promozione delle squadra in Serie C avesse soddisfatto gli intenti pubblicitari dai quali anni prima era nato il connubio tra le due società. Ritenendo tuttavia uno spreco la rinuncia al titolo sportivo conseguito, prima di lasciare il calcio la vecchia proprietà della Chinotto Neri decise di accettare la proposta della squadra concittadina della Federconsorzi, che tra l'altro l'aveva lungamente inseguita in classifica. Per mascherare la cessione del titolo sportivo, vietata dai regolamenti, la Chinotto Neri e la Federconsorzi procedettero ad una fusione: se in termini formali fu la Federconsorzi a rinunciare al campionato, nella realtà la nuova società assunse il nome di FEDIT che altro non era che la sigla telegrafica della Federconsorzi, e assunse i colori sociali rossoverdi della società agraria della quale ereditò la gran parte dei quadri dirigenziali, mentre molti giocatori della Chinotto Neri furono venduti per far cassa e liquidare la società di bevande. Dalla Chinotto Neri venne ereditato invece il diritto di usufruire dal Motovelodromo Appio come campo di gioco, in quanto unica soluzione adeguata per disputare la Serie C 1957-1958.
Nel suo secondo anno di attività la Serie C fu sdoppiata in due gironi e la FEDIT chiuse con un ottimo terzo posto nel girone del Sud. Al termine della stagione, tuttavia, anche la Federconsorzi decise di lasciare, e la società diede vita all'Associazione Sportiva Tevere Roma.

## Palmarès

### Altri piazzamenti
- Serie C:

Terzo posto: 1958-1959 (girone B)

## Allenatori
- 1957-1959: Walter Crociani